# Познањска велика кнежевина
Познањска Велика Кнежевина (1815—1871) била је део Варшавског војводства припојен Пруској на Бечком конгресу 1815.

### Подела Варшавског војводства
Почетком 1813. руске трупе су, гонећи Наполеонову армију на повлачењу из Русије, окупирале Варшавско војводство. Руски цар Александар покушао је да ту територију трајно прикључи Русији, али је на Бечком конгресу 1815. приморан од Аустрије и Велике Вританије да прихвати нову поделу Пољске: Пруској је припојен северозападни део Варшавског Војводства, Велика Кнежевина Познањ, и слободни град Гдањск. Краков са околином постао је Краковска Република, под протекторатом Русије, Аустрије и Пруске, док је преостали део (око 4/5 територије-130.000 km² ) постао Краљевина Пољска (Конгресна Пољска) у саставу Русије.

### Историја
Кнежевина Познањ, некадашња Великопољска, била је полу-аутономна покрајина у Пруској, са сопственом скупштином и установама. Пољски устанак из 1830. није захватио пруске области, и кнежевина је примила многе избеглице из Русије након устанка. Прогони католика и германизација Пољака ојачали су након буђења немачког национализма. Зато је марта 1848, након револуције у Паризу, избио устанак сељака против Пруске под паролом националног и класног ослобођеља: устаници су окупили око 10.000 бораца и у више битака поразили пруску војску, а побуна се проширила и на Галицију (у Аустрији), пре него што је угушена. 
Пољска аутономија, иако само формална, укинута је приликом уједињења Немачке 1871. Немачки језик био је обавезан у школама од почетка пруске окупације, али је 1876. употреба Пољског језика законом забрањена, а од 1886. пруска Комисија за колонизацију принудно је откупила земљу већине пољских земљопоседника.